# Hylaeus certus
Hylaeus certus är en biart som först beskrevs av Cockerell 1921.  Hylaeus certus ingår i släktet citronbin, och familjen korttungebin. Inga underarter finns listade i Catalogue of Life.

## Bildgalleri

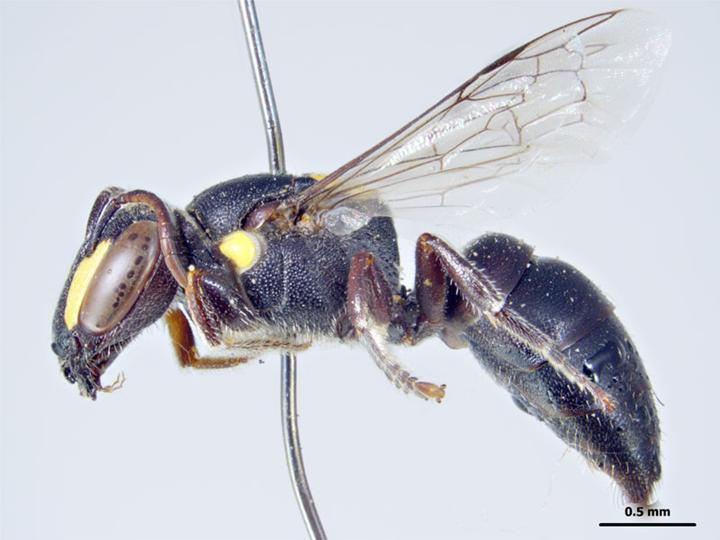
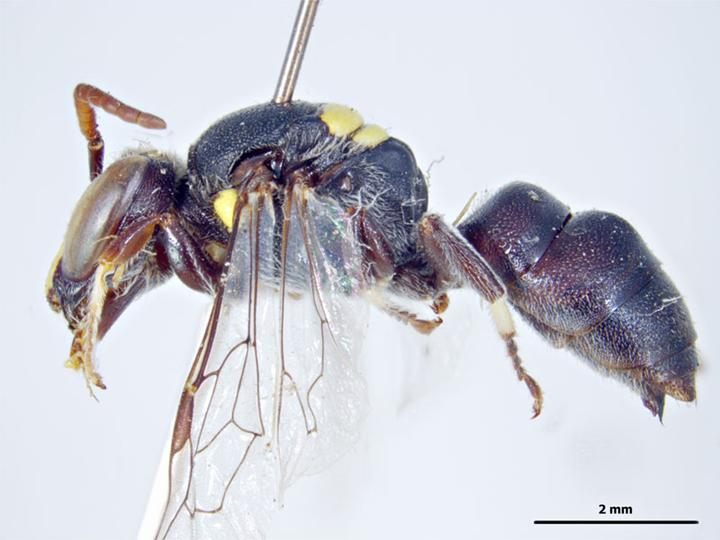